# Erp-Brockhausen

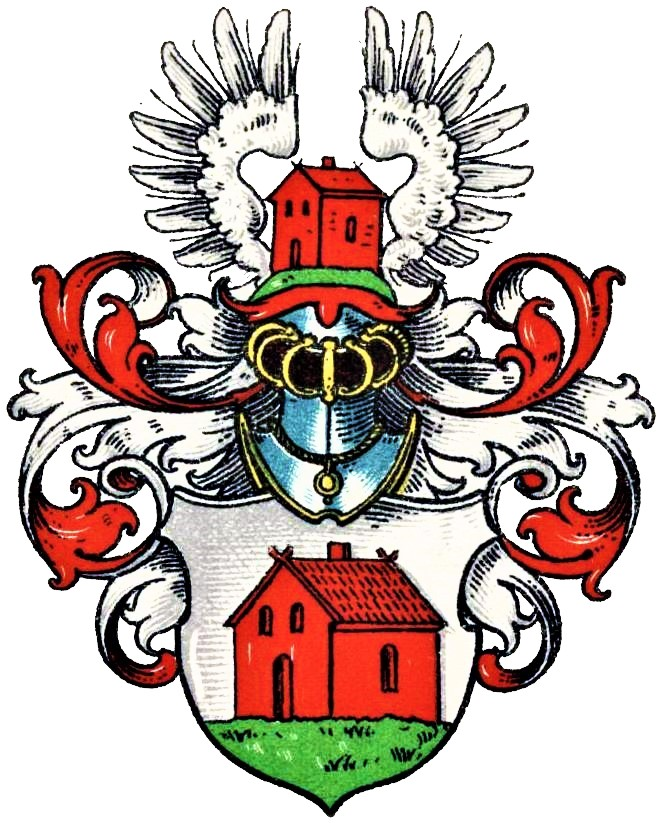
Wappen der Erp-Brockhausen im Wappenbuch des Westfälischen Adels

Erp-Brockhausen (auch: Erpe, Erps, Erping, Erp von Brockhausen, Erpp à Brookhausen o. ä.) ist der Name eines westfälischen Patrizier- und Adelsgeschlechts.

## Geschichte
Das Geschlecht blühte im Lippeschen. Dort zählte es zu den alten Lemgoer Patrizierfamilien, die nicht nur Hausmarken, sondern wirkliche Wappen führten und später „auswärts nobilitiert“ wurden. Auch die neuere Literatur zählt die Familie, zumindest die im 17. Jahrhundert in Oldenburg und Bremen ansässigen Erp-Brockhausen, zum Adel.
1419 erscheinen Gerburg, Witwe des Reiner Erp, und Ernst Erp in Lemgo. 1441 wird erstmals ein Lemgoer Bürger mit Namen Erpe Brokhausen erwähnt, wohl nach dem Ort Brokhausen, heute ein Ortsteil von Detmold.
Ernst Erp war 1421 und 1427 Bürgermeister der Hansestadt Lemgo. Ebenso wie der Weinherr Heinrich Erp-Brockhausen (* 1518, † 1576), Sohn von Hermann Erp-Brockhausen und einer Prott, von 1552 bis 1573, Johann Erp-Brockhausen 1587 und Heinrich Erp-Brockhausen 1611–1623. Ersterer Heinrich Erp-Brockhausen, ab ca. 1550 mit Clara Dreyer verheiratet, war Vater des gleichnamigen Lemgoer Ratsherrn, der mit Elisabeth von der Wipper verheiratet war. Letzteres Ehepaar hatte mindestens drei Töchter und einen Sohn:
- Anna Erp-Brockhausen (* 15. Mai 1600 in Lemgo, † 15. November 1658 in Minden), ab 1633 Ehefrau des 1645 bereits verstorbenen hochgräflich-oldenburgischen Amtmanns Johannes Balichius zu Kniphausen; kinderlos.
- Johann Erp-Brockhausen, gräflich-oldenburgisch-delmenhorstischer Kanzleirat
- Beate Erp-Brockhausen, vermählt mit Heinrich Schreiber, königlich-schwedischer Rat und Bürgermeister der Stadt Minden
- Catharina Erp-Brockhausen, vermählt mit Joachim Pflüger, gräflich-oldenburgischer Gerichtssekretarius in der Herrschaft Kniphausen.

Um 1580 kaufte der lippische Rat Tilemann Erp-Brockhausen, der zur Zeit der Bartholomäusnacht in Paris Jura studiert hatte, den Steinhof, einen alten Meierhof in Lieme. Nachdem Graf Simon VI. zur Lippe den Hof 1587 erworben hatte, überließ er ihn 1607 seinem Rat Johann Erp-Brockhausen zu Lemgo.
Heinrich Eckbrecht Erp-Brockhausen (* 23. Dezember 1614 in Lemgo, † 8. März 1671 in Bückeburg) war gräflich-schaumburg-lippischer Amtmann zu Bückeburg und ab 1654 mit Margarethe Catharina von Bismarck (1615–1689) verheiratet, Tochter des Paul von Bismarck, lippischer Amtmann, und der Ursula Grote aus der adligen Familie.
Simon Anton Erp-Brockhausen promovierte 1640 in Jura. Später war er Jura-Professor, Bremer Ratsherr und ab 1667 Bremer Bürgermeister.
Christoph Philipp Erp-Brockhausen (* 1712 in Brake, † 12. Mai 1770) besuchte die Schule zu Detmold, das Gymnasium zu Bremen und die Universität Leiden. 1740–1758 war er Pastor zu Talle. In jener Zeit veröffentlichte er eine Erklärung des 50. Psalms. Von 1758 bis 1762 war er Superintendent der III. Klasse der Lippischen Landeskirche und Pastor zu Brake. Am 17. Januar 1762 wurde er als Generalsuperintendent der Lippischen Landeskirche eingeführt.

## Persönlichkeiten
- Ernst Erp-Brockhausen, 1421 Bürgermeister von Lemgo
- Heinrich Erp-Brockhausen, 1552–1572 Bürgermeister von Lemgo
- Johann Erp-Brockhausen, 1587 Bürgermeister von Lemgo
- Heinrich Erp-Brockhausen, 1611–1623 Bürgermeister von Lemgo
- Henrich Günther Erp-Brockhausen († 1679), Pfarrer in Hameln
- Simon Anton Erp von Brockhausen (1611–1682), ab 1667 Bürgermeister von Bremen
- Christoph Philipp Erp-Brockhausen (1712–1770), 1762–1770 Generalsuperintendent der Lippischen Landeskirche

## Wappen
Blasonierung: In Silber auf grünem Rasen ein rotes Haus. Auf dem Helm das Haus zwischen einem offenen silbernen Flug. Die Helmdecken sind rot-silbern.